# Mussidan
Mussidan [mysidɑ̃] (okzitanisch: Moissida) ist eine französische Gemeinde in der Region Neu-Aquitanien mit 2778 Einwohnern (1. Januar 2022). Sie liegt im Département Dordogne.

## Geografie

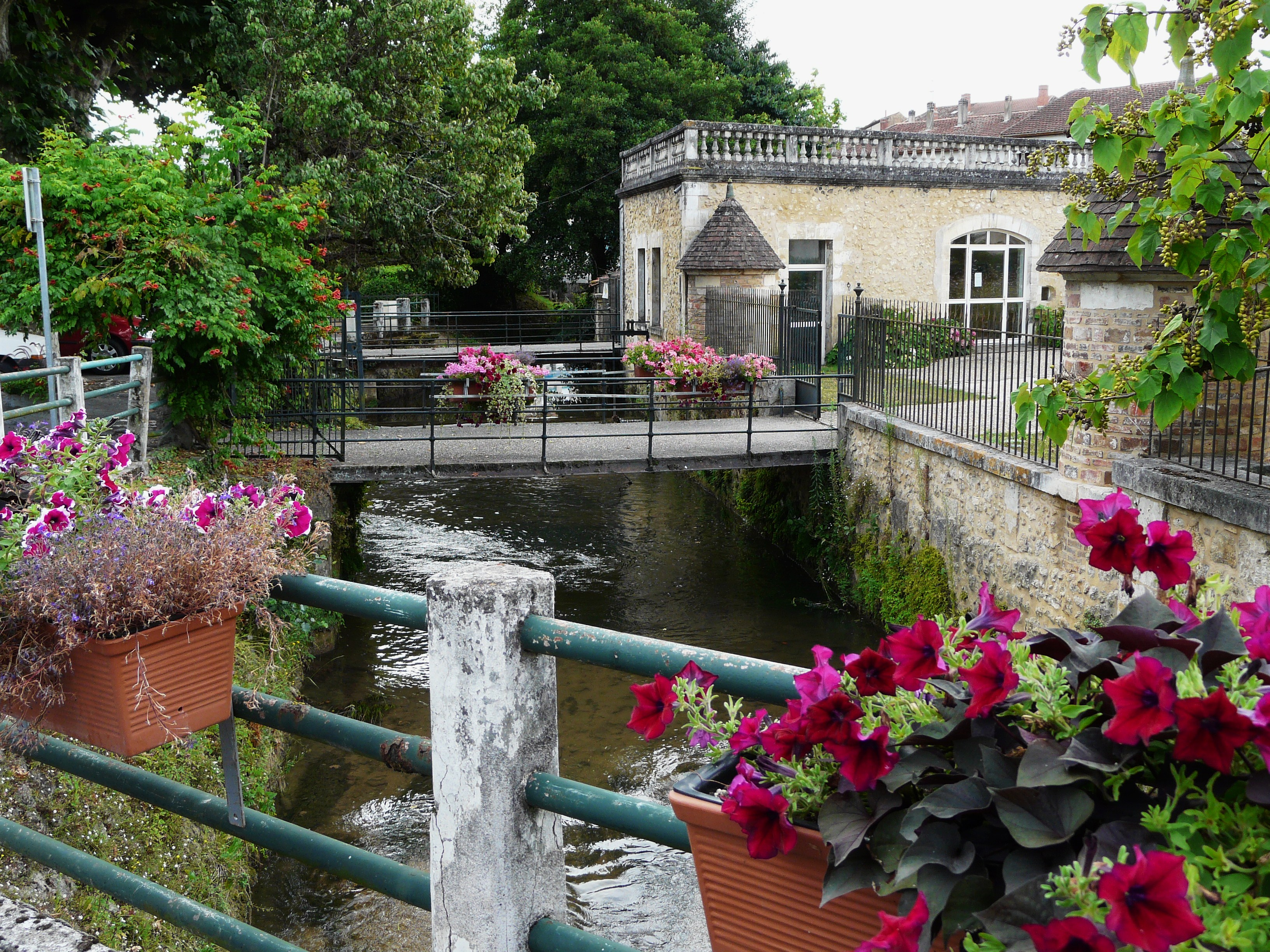
Die kanalisierte Crempse in der Innenstadt

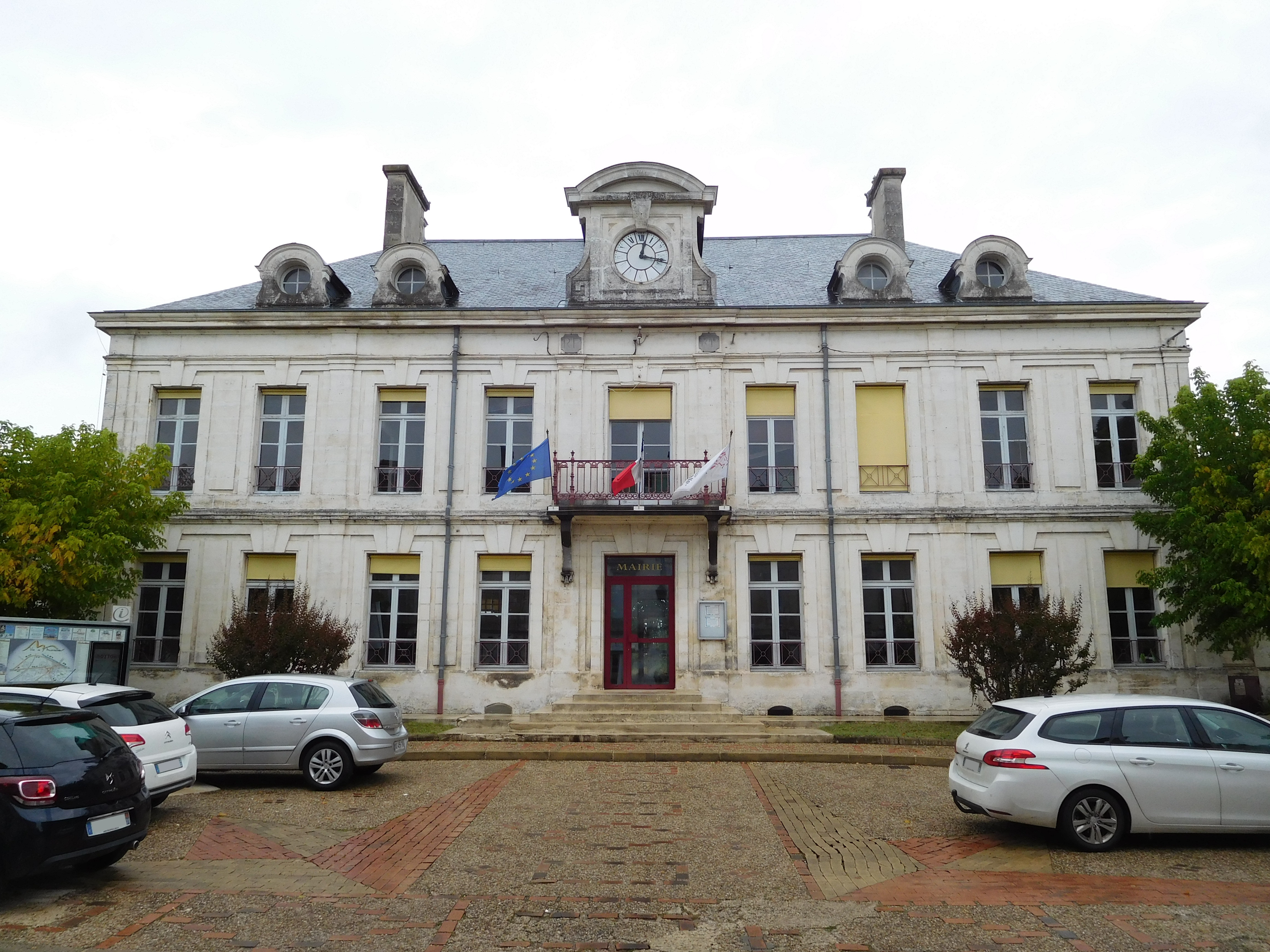
Rathaus (Mairie)

Die Gemeinde liegt im Périgord blanc am linken Ufer der Isle, in die hier der Fluss Crempse mündet. Mit einer Fläche von weniger als vier Quadratkilometern ist sie eine der kleinsten Gemeinden des Départements.
Das Zentrum teilen sich das Quartier de la Halle und das Quartier de la Gare sowie das dazwischenliegende Quartier Beaupuy, am Ortsrand liegen die Quartiere Seguinou, La Clède und La Freunie.

## Name
Es wird vermutet, dass der Ortsname auf den Besitzer eines Landguts aus oder nach der gallorömischen Zeit zurückgeht. Sein Name, der Mutius gelautet haben könnte, übertrug sich auf das an der Stelle entstehende Dorf. In Verbindung mit dem Begriff „dunum“ für die Anhöhe am Zusammenfluss von Isle und Crempse ergab sich das Wort Mutidunum: Hügel des Dunus.
Auf der Cassini-Karte, die im Rahmen der ersten genaueren Vermessung Frankreichs in den Jahren zwischen 1756 und 1789 erstellt wurde, findet sich die Schreibweise Mucidan.

## Geschichte

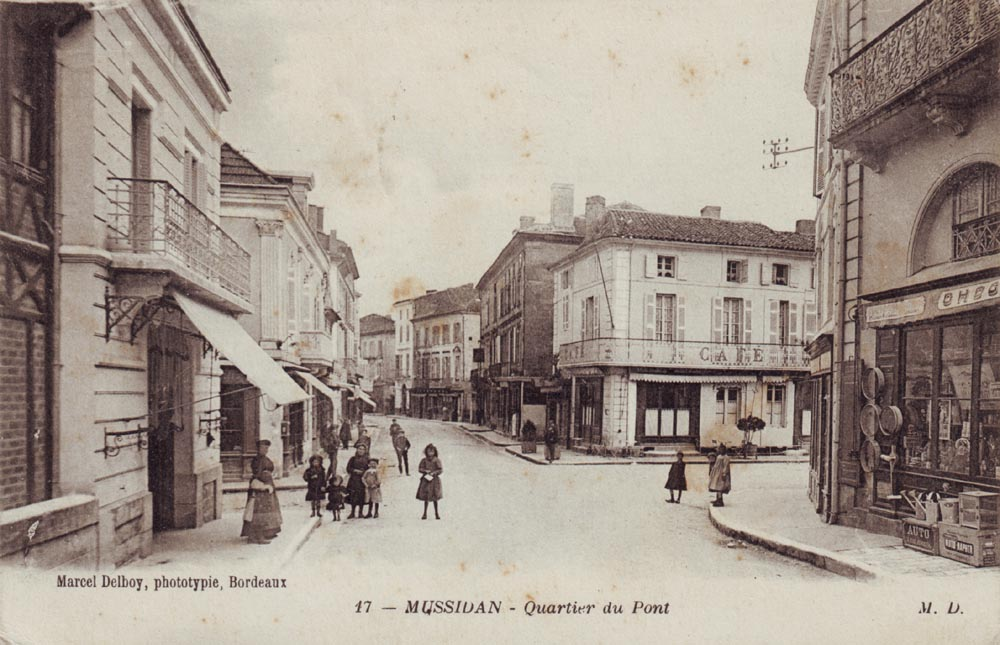
Heutige Rue de la Libération an der Einmündung der Avenue Gambetta zu Beginn des 20. Jahrhunderts

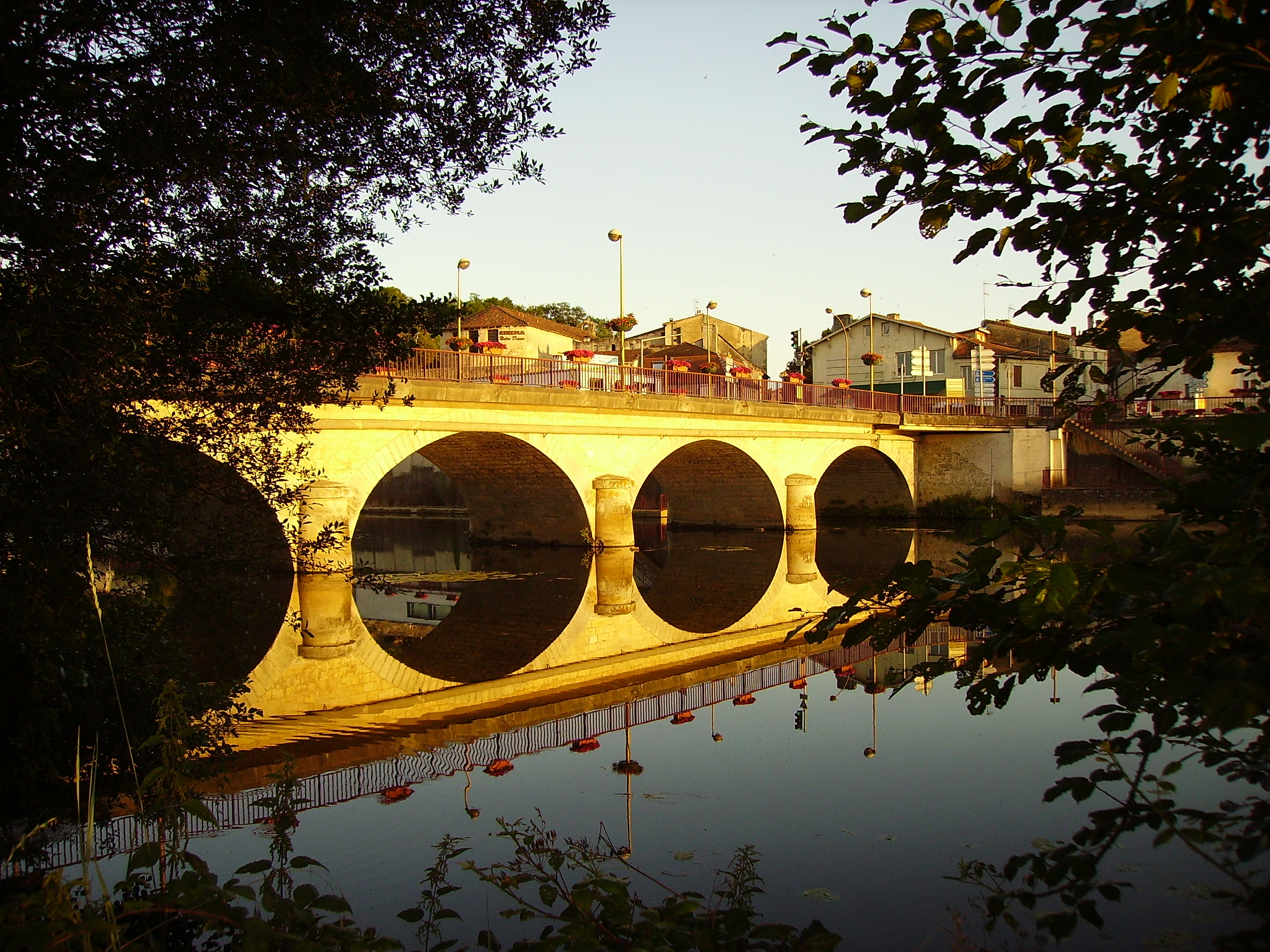
Brücke von 1840 über die Isle

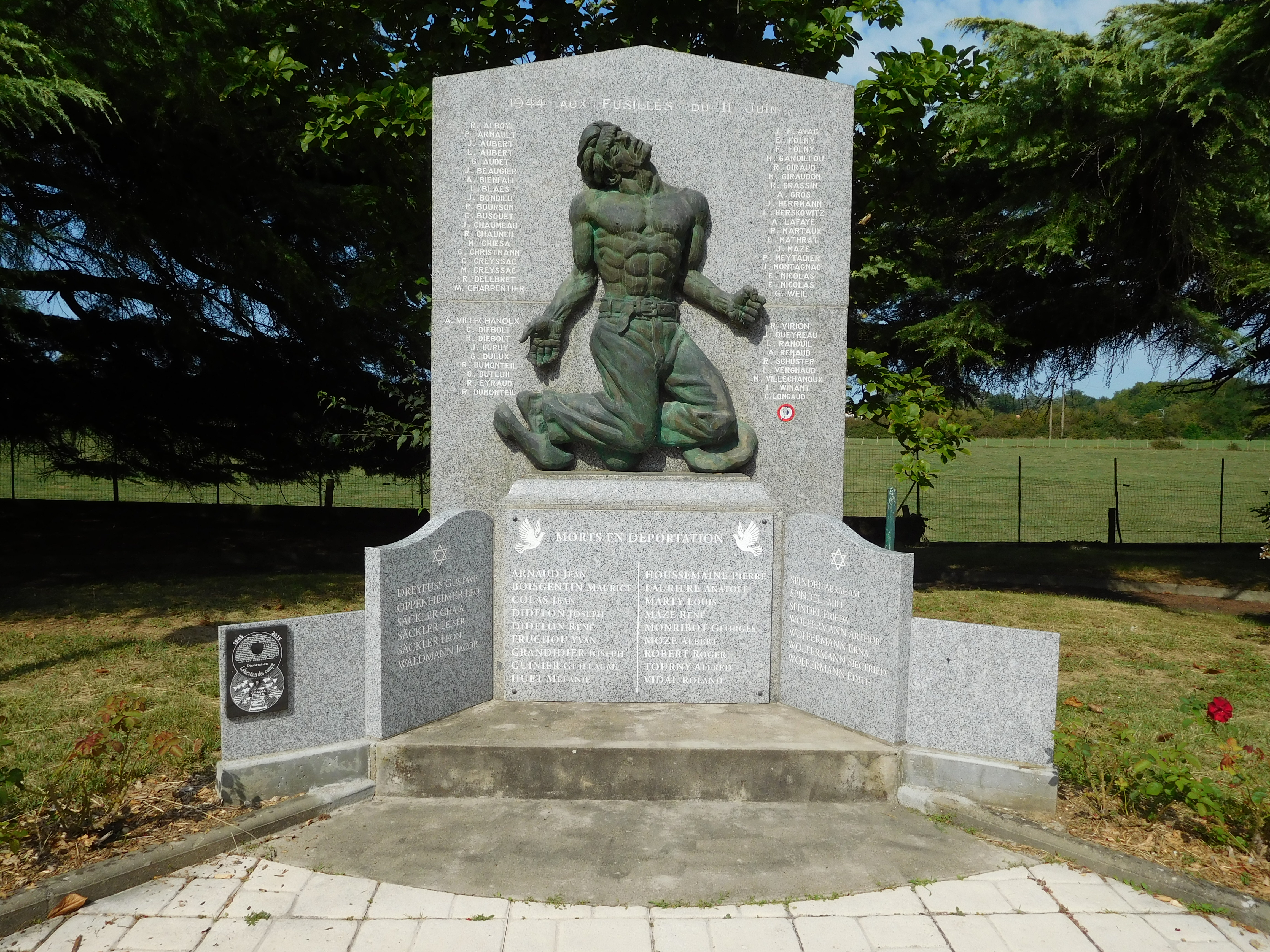
Gedenkort für die 52 von der SS als Vergeltung erschossenen Menschen

Im Tal der Isle wurden um das Jahr 3000 v. Chr. Menschen sesshaft. Um 830 dürfte sich an der Stelle, die Tonvorkommen aufwies und sich für den Weinbau eignete, um ein Landgut herum bereits ein kleiner Marktflecken entwickelt haben.
Im 12. Jahrhundert unterstützten die Herren von Mussidan Eleonore von Aquitanien und damit die Engländer während ihres langen Konflikts mit der französischen Krone. Fast 300 Jahre lang blieben sie Gegner der Grafen des Périgord, die Vasallen der französischen Könige waren. Erst in der Mitte des 15. Jahrhunderts, am Ende des Hundertjährigen Kriegs, wechselten sie ins französische Lager.
Im Jahr 1497 führten die Rochefoucauld, damals Herren von Mussidan, die bis heute samstags abgehaltenen Märkte ein. Mit dem Adelsgeschlecht Gramont verbreiteten sich Anfang des 16. Jahrhunderts von Mussidan aus protestantische Ideen. In der Folge wurde der Ort während der Religionskriege zu einem Zentrum der Auseinandersetzungen im Périgord. Im 16. Jahrhundert wurde er, geteilt in Katholiken und Protestanten („Hugenotten“), wiederholt belagert (z. B. in den Essais de Montaigne 1569 erwähnt), eingenommen, zurückerobert und geplündert. Im Jahr 1624 wurden die Kirche Notre-Dame du Roc und die Burg, 1687 die protestantische Kirche zerstört. Die Aufhebung des Edikts von Nantes, das den Protestanten 1598 religiöse Toleranz gebracht hatte, durch das Edikt von Fontainebleau des Jahres 1685, zwang die örtlichen Protestanten, entweder zum katholischen Glauben zu konvertieren oder aus Frankreich zu fliehen. Die Burggrafschaft Mussidan ging an die Herzöge von La Force.
Am Vorabend der Französischen Revolution war Mussidan ein bedeutender Marktflecken an der königlichen Straße von Bordeaux nach Périgueux. Er blühte dank seiner Messen, auf denen mit Rindern, Maultieren, Schmiede-, Töpfer- und Glaswaren sowie Erzeugnissen aus der Landwirtschaft und den Wäldern gehandelt wurde. Noch musste die Isle aber gebührenpflichtig auf einer Fähre gequert werden. Eine erste Holzbrücke, die über den Fluss führte, wurde 1820 errichtet. Sie wurde 1840 durch die existierende steinerne Brücke ersetzt.
Ende des 19. Jahrhunderts verschwanden die Öl- und Getreidemühlen an der Isle, Webereien sowie Ton- und Schamottemühlen traten an ihre Stelle. Bedeutung gewannen die Verarbeitung von Wachs zu Kerzen und die Herstellung von Schuhen, Kisten und Metallwaren. Hilfreich war die verkehrsgünstige Lage an zwei Eisenbahnstrecken und ab 1895 die Versorgung mit elektrischem Strom durch die Mühlen am Fluss.
Im Zweiten Weltkrieg lag der Ort zunächst in der „Freien Zone“ am Rand der Demarkationslinie, die Frankreich in einen von den Deutschen besetzten Teil und das vom Vichy-Regime regierte Gebiet teilte. In Mussidan formierten sich Gruppen von Widerstandskämpfern, die der deutschen Wehrmacht zusetzten. Nachdem die Deutschen im November 1942 auch die Südzone besetzt hatten, wurde die Demarkationslinie im Februar 1943 aufgehoben. Am 11. Juni 1944 erschoss ein Trupp der SS 52 Personen in Mussidan als Vergeltung für eine versuchte Sabotage der Eisenbahn durch die Résistance, darunter Raoul Grassin, den Bürgermeister der Stadt. An dem Massaker beteiligt war auch die sogenannte SS Mohamed, eine Brigade von in Nordafrika geborenen, mit den deutschen Besatzern kollaborierenden Franzosen unter Führung von Alexandre Villaplane.
In den 1950er Jahren war Mussidan ein wichtiges Industriezentrum im Département Dordogne. Nach einer Zeit der Krise erlebt die Stadt nun einen Aufschwung dank der Autobahn A 89, deren Anschlussstelle Mussidan-Sud knapp vier Kilometer südlich der Innenstadt angelegt wurde.

### Bevölkerungsentwicklung
| Jahr                       | 1962 | 1968 | 1975 | 1982 | 1990 | 1999 | 2006 | 2018 |
| Einwohner                  | 3024 | 3048 | 3235 | 3236 | 2985 | 2843 | 2831 | 2783 |
| Quellen: Cassini und INSEE |      |      |      |      |      |      |      |      |

## Sehenswürdigkeiten

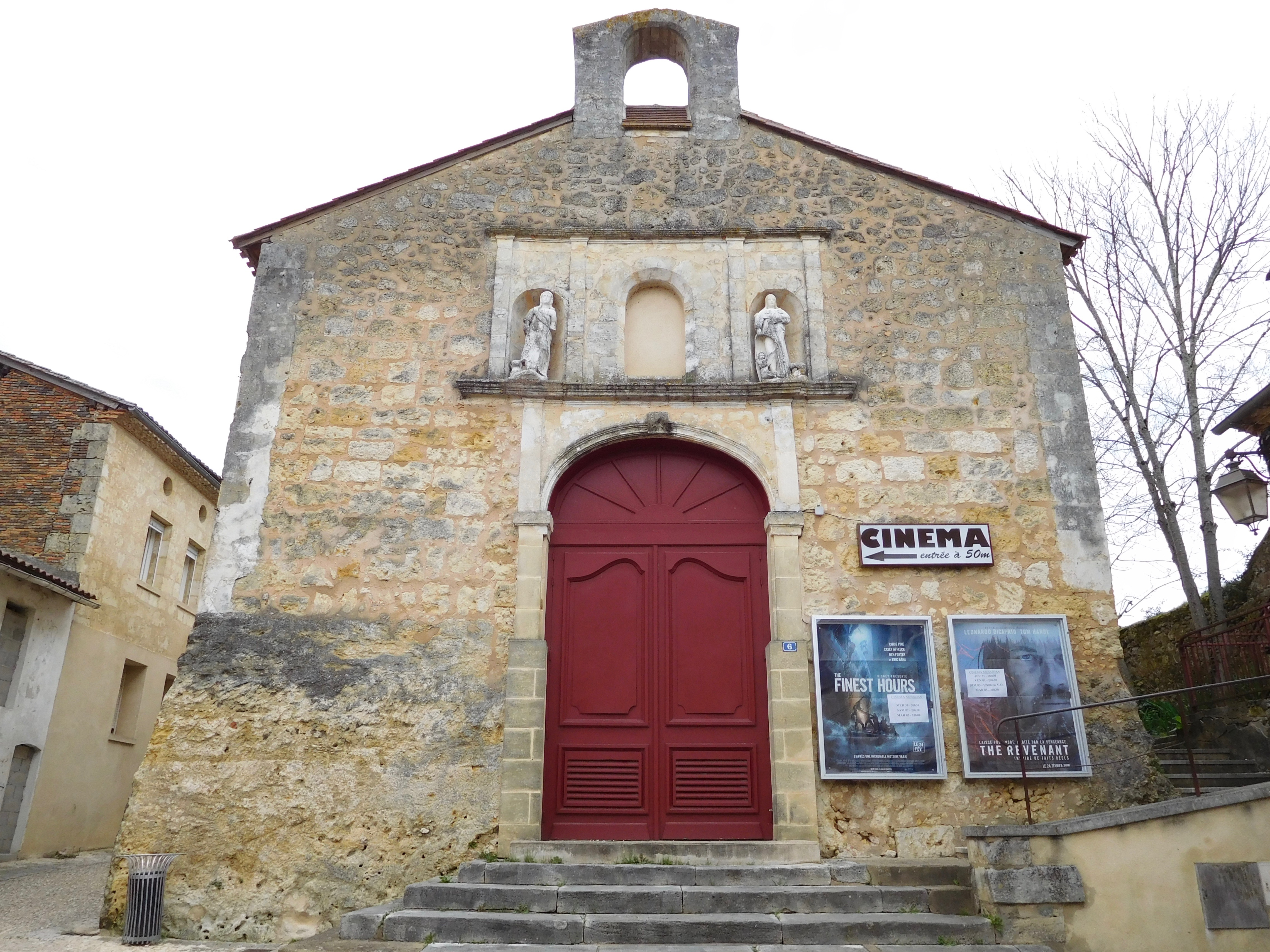
Kirche Notre-Dame du Roc

- Musée des Arts et Traditions Populaires du Périgord du Docteur Voulgre (Museum für Volkskunst und Traditionen des Périgord)[4]. Das Museum stammt aus dem Vermächtnis des André Voulgre für seine Heimatstadt Mussidan. Der Arzt siedelte nach Bordeaux über, wo er ein Institut für Physiotherapie und der Sporterziehung gründete. Er blieb ganz dem Périgord verbunden und sammelte sein ganzes Leben im Haus seines Vaters in Mussidan. Seine Sammlung erinnert an die Vergangenheit und die Entwicklung der Gesellschaft des Périgord durch Literatur, Kunst, Alltag, Entwicklung der Technik usw. Am Vorabend seines Todes im Jahr 1971 vermachte er seine „Chartreuse“ und seine Sammlungen seiner Heimatstadt, unter der Voraussetzung, dass alle den Namen „Musée des Arts et Traditions Populaires du Périgord du Docteur Voulgre“ erhalten. Die Stadt nahm die Spende an und ein Verein der „Freunde des Museums“ wurde 1973 geschaffen, um die Arbeit von Voulgre weiterhin zu pflegen und zu bereichern.
- Neoromanische Kirche Saint Georges aus dem 19. Jahrhundert, erbaut durch den Architekten Abadie.
- Alte Kirche Notre-Dame du Roc, 16. bis 17. Jahrhundert. Umgewandelt in ein Kino.

## Verkehr

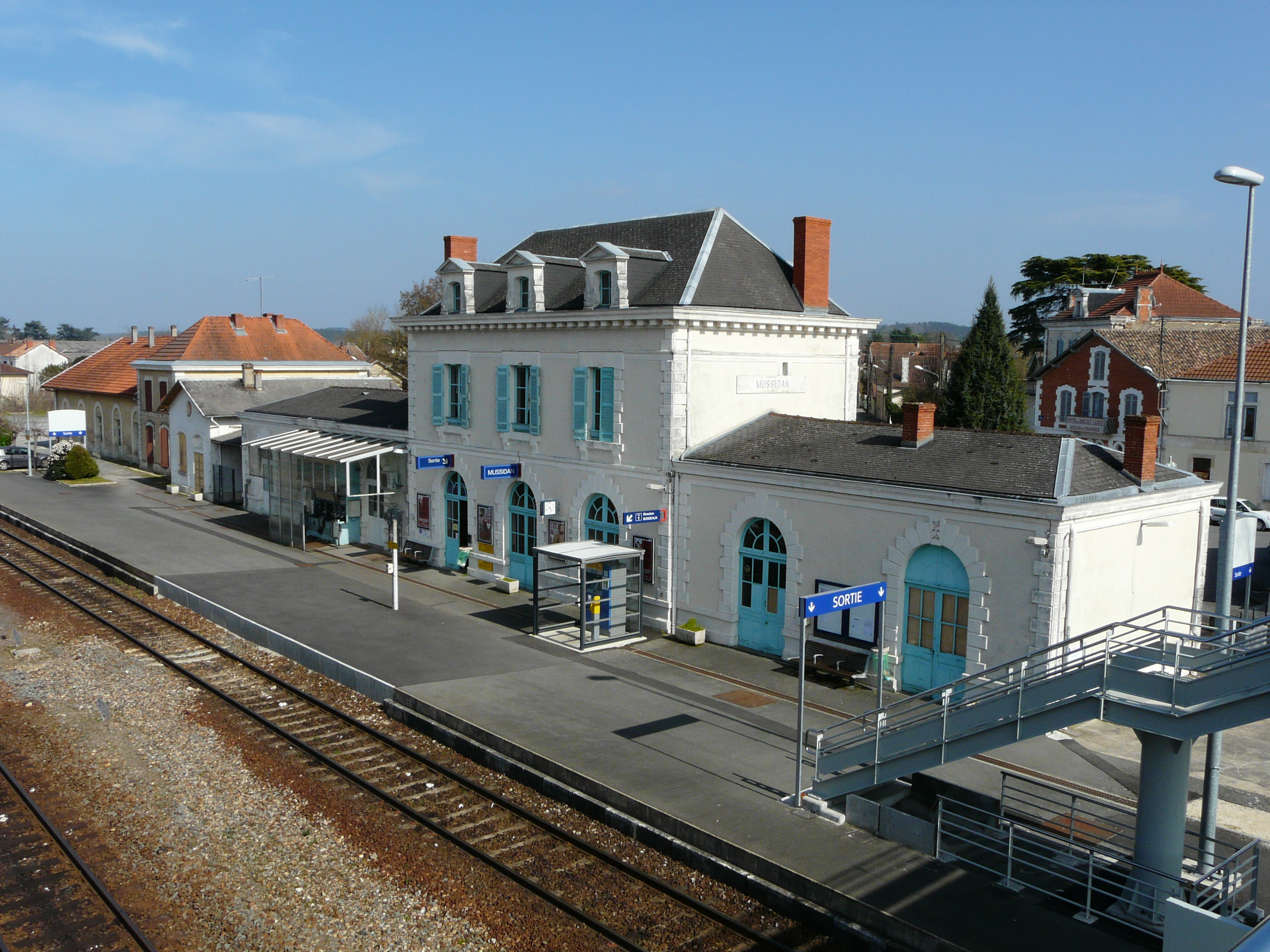
Bahnhof

Mussidan hat einen Bahnhof an der Bahnstrecke Coutras–Tulle, der am 20. Juli 1857 von der Compagnie du chemin de fer de Paris à Orléans (PO) eröffnet wurde. Im Jahr 1888 kam eine Zweigstrecke nach Bergerac hinzu, 1890 eine weitere nach Ribérac (1894 bis Magnac-Touvre verlängert, → Bahnstrecke Magnac-Touvre–Marmande), womit der Bahnhof Mussidan zum Kreuzungsbahnhof wurde. Bereits 1939 wurde der Personenverkehr von Magnac-Touvre über Mussidan nach Bergerac wieder eingestellt. Das Gleis nach Bergerac wurde 1942 von den deutschen Besatzern abgebaut. Zwischen Mussidan und Magnac-Touvre endete 1951 auch der Güterverkehr.
Die Bahnstrecke Coutras–Tulle wird heute im Regionalverkehr mit TER-Zügen bedient.

## Persönlichkeiten
- Nicolas Beaupuy (1750–1802), Militär und Politiker
- Michel de Beaupuy (1755–1796), General der Französischen Revolution
- Guillaume-Joseph Chaminade (1761–1850), Geistlicher und Ordensgründer, Schüler, später Professor des collège de Mussidan von 1771 bis 1791[5]
- Madeleine Delbrêl (1904–1964), Schriftstellerin und katholische Mystikerin
- Antoine Duranthon (1736–1793), französischer Minister
- Louis Philippe Maine (1830–1893), Militär
- John Misaubin (1673–1734), Mediziner des 18. Jahrhunderts
- Isaac Schneersohn (1879 oder 1881–1969), Gründer des Centre de Documentation Juive Contemporaine (CDJC)
- Émile Bazillou, Résistancekämpfer, durch Nazis ermordet

## Partnerstädte
- Woodbridge (Suffolk), East Anglia, in England (seit 1973)
- Sainte-Anne auf Martinique (seit 1988)
- Vigy, Grand Est (seit 1991)